# ماتیاس فرانک
ماتیاس فرانک (اسپانیایی: Mathias Frank‎؛ زادهٔ ۹ دسامبر ۱۹۸۶) دوچرخه‌سوار اهل سوئیس است.
از باشگاه‌هایی که در آن رکاب زده‌است می‌توان به تیم بی‌ام‌سی، آی‌ای‌ام سایکلینگ، تیم دوچرخه‌سواری گرواشتاینر، و تیم دوچرخه‌سواری گرواشتاینر، و آژ۲آر لا موندیال اشاره کرد.